# SAKU
SAKU（サク）は、日本のシンガーソングライターである。

## 人物
1996年3月30日『JAPANESE DREAM』スーパー・グランプリの回の出演時に活動休止宣言によって、CALLから櫻井茂雄がソロ活動を1997年より開始、改名で「SAKU」名義で活動していた。以降3つのCD会社を経て、『Apple Paint Factory Records』からのアルバムを最後にCDは発売していないが、一部の楽曲のみ「itunes」で配信している。
2003年まではラジオ、新星堂やライブハウスなどライブを行っていた。

## 作品

### プロモーション・デモテープ

#### SAKU demo
1997年12月12日、UNIVERSAL VICTOR
1．告白
作詞・作曲：SAKU
2．「僕はここにいない」
作詞・作曲：SAKU
3．la,la,la...会いたくて
作詞・作曲：SAKU
4．夜が来るまで
作詞・作曲：SAKU
5．旅立ち
作詞・作曲：SAKU
1999年4月1日、不明

##### A面
1.僕たちの眠る場所
作詞：青山紳一郎、作曲：SAKU
2.テレビで言いたい
作詞： 青山紳一郎、作曲：SAKU
3.風の旋律
作詞・作曲：SAKU

##### B面
1.僕たちの眠る場所
2.Blue　Parade
作詞： 青山紳一郎、作曲：SAKU
3.水彩の記憶
作詞： 青山紳一郎、作曲：SAKU

### シングル

#### Csoon RECORDS
風の旋律
1999年4月21日
クエスチョン
1999年5月21日
『双眼鏡ヒコーキ』がNHKラジオ第1放送の番組 『地球ラジオ』のエンディングテーマ。
オレンジタワー
1999年6月19日
僕たちの眠る場所
1999年10月21日
TV東京系「開運!なんでも鑑定団」エンディングテーマ

#### ユニバーサルミュージック
僕たちの眠る場所
1999年12月22日
TV東京系「開運!なんでも鑑定団」エンディングテーマ
君の記憶の片隅で
2000年6月14日
TVK/SUN「Cool GANG」6月度エンディング・テーマ
すべてあるままに
2000年11月22日
KIKUYAグループ、CM曲

#### Tricycle ENTERTAINMENT
答えを探さないで/僕からの未来
2001年7月25日
「僕らからの未来」が松本大学予備校 TVCM『ラジオDJ 編』のテーマソングに起用

### アルバム

#### Tricycle ENTERTAINMENT
Here and Now
2001年3月23日
『CALL』の「Pure」「心の翼」「Parallel Line」が収録。

#### Apple Paint Factory Records
Inside of You
2004年2月20日
「START」が松本大学予備校 TVCM『第一志望 編』のテーマソングに起用

## その他
- 楽市・楽座 in 松本城（SBCラジオ、1999年10月23日）
- RemixSight（FM長野、2000年4月～2002年8月、パーソナリティー）
- CountDownHitsRadio（FM長野、この放送局では楽曲が10位圏内だった。）
- SAKUのシネマ＆ポップス（SBCラジオ、2003年4月6日 - ）
- SAKUのStarting Over（インターネットラジオ[注釈 2]）
- 松本大学予備校 TVCM『ラジオDJ編』（CMソングと本人出演）
- 松本大学予備校 TVCM『第一志望編』（CMソングと本人出演）